# مصرف معاملات ماليزيا
مصرف معاملات ماليزيا بيرهاد [الإنجليزية]
 (جاوي :بڠك معاملة مليسيا
) بدأت شركة مساهمة عامة وكانت عملياتها في الأول من تشرين الأول عام 1999 م، بأصول والتزامات مجمعة نُقلَت من نوافذ الخدمات المصرفية الإسلامية لمصرف بوميبوترا ماليزيا بيرهاد آنذاك، ومصرف التجارة (إم) بيرهاد، ومصرف بي بي إم بي كيوانجان.
مصرف معاملات ماليزيا بيرهاد، هو ثاني مصرف إسلامي متكامل يُنشأ في ماليزيا بعد مصرف إسلام ماليزيا بيرهاد، يستعد للعب دوره في تقديم المنتجات والخدمات المصرفية الإسلامية للماليزيين، بغض النظر عن العرق أو المعتقدات الدينية. كان المصرف يعتمد على نموذج تقاسم الأرباح ولم تكن منتجاته مرتبطة بسعر الخصم الذي يطبقه مصرف إندونيسيا، وبالتالي تمكن من النجاة من الأزمة المالية الآسيوية عام 1997 والتي أدت إلى زيادة متوسط سعر الفائدة للبنوك الإندونيسية الأخرى.[بحاجة لمصدر]
تمتلك شركة درب هيكوم [الإنجليزية]
 70% من أسهم البنك بينما تمتلك شركة خازنة ناشنال الأسْهم [الإنجليزية]
 المتبقية.

## طالع أيضًا
- قائمة المصارف في ماليزيا [الإنجليزية]

## ملحوظات
1. ↑  "Bank's Image". Bank Muamalat Malaysia Berhad. مؤرشف من الأصل في 2025-02-09. اطلع عليه بتاريخ 2024-03-20.

## روابط خارجية
- الموقع الرسمي